# Zelia Nuttall
Zelia Nuttall   (San Francisco, 6 de setembre de 1857 - Coyoacán, 12 d'abril de 1933) Zelia María Magdalena Nuttall va ser una arqueòloga i antropòloga nord-americàna. Es va especialitzar en la recerca de manuscrits prehispànics procedents de Mesoamèrica. Va descobrir dos manuscrits oblidats d'aquest tipus en col·leccions privades, un d'ells el Codex Zouche-Nuttall. Va ser una de les primeres a identificar i reconèixer artefactes que es remunten al període pre-asteca.
Va realitzar una recerca molt àmplia del Còdex Tonindeye, cridat en el seu honor Còdex Nuttall i va escriure la introducció del primer facsímil d'aquest document mixtec —que ella creia d'origen mexicà, cosa que se sostindria com a veritat fins que Alfonso Caso i Andrade va demostrar el seu origen mixtecà—, publicat en 1902 pel Museu Peabody de la Universitat Harvard. També va preparar i va publicar en 1903 una còpia facsimilar del Còdex Magliabecchià, d'origen mexicà, el manuscrit del qual es troba en la Biblioteca de Florència, a Itàlia.

## Biografia
Va néixer en San Francisco, Califòrnia, en 1857. El seu pare va ser Robert Kennedy Nuttall, metge de professió, originari d'Irlanda, que va arribar a San Francisco en 1850 procedent d'Austràlia. La seva mare va ser Magdalena Parrott, nascuda a Mèxic i filla d'un important banquer californià. En 1865, la família Nuttall es va traslladar a Europa, de manera que Zelia va ser educada en diversos països, entre ells el Regne Unit, Alemanya, Itàlia i França.
Quan la família va tornar a San Francisco el 1879, va conèixer l'etnòleg francès Alphonse Pinart, que es trobava a la ciutat amb una missió etnològica per al govern francès. La parella es va casar l'any 1880 i Zelia va viatjar amb el seu marit mentre ell feia investigacions a les Índies Occidentals, França i Espanya. Un any després es van separar just abans del naixement de la seva filla Nadine Pinart. Es van divorciar formalment el 1888 i Zelia i la seva filla van tornar al seu nom de soltera. En el moment del seu divorci també va abandonar l'Església Catòlica.
El 1884 Nuttall va fer el seu primer viatge a Mèxic, on va passar cinc mesos amb la família benestant de la seva mare. Durant la seva estada va desenvolupar un interès durant tota la vida per la història i l'arqueologia mexicanes. El 1886 va publicar el seu primer article professional, "Terra Cotta Heads of Teotihuacan" per a l'American Journal of Archaeology. Nuttall va demostrar que les figures eren més antigues del que es pensava i s'utilitzaven en pràctiques funeràries. El document va tenir una bona acollida per part dels professionals del sector. Va ser admesa a l'Institut Arqueològic d'Amèrica i a la Societat Filosòfica Americana, igualment aclamada. Frederic Ward Putnam, conservador del Museu Peabody de Harvard, la va nomenar assistent especial en arqueologia mexicana, un càrrec honorífic que va ocupar durant quaranta-set anys.
Frederic Putnam i l'antropòleg germanoamericà Franz Boas la van veure com una excel·lent mediadora entre els cercles americanistes de diferents països per la seva educació i les seves relacions cosmopolites. En el seu informe anual de 1886 per al museu, Putnam va elogiar Nuttall com "familiaritzat amb la llengua nàhuati, amb amics íntims i influents entre els mexicans i amb un talent excepcional per a la lingüística i l'arqueologia". Els seus antecedents familiars la van convertir en una parella ideal per a les relacions amb Mèxic. Això tindria un paper important en la creació de la institució de cooperació internacional Escola Internacional d'Arqueologia i Etnologia Americana a Mèxic.
El 1886 Nuttall va viatjar amb el seu germà a Europa i va establir la seva casa a Dresden, Alemanya. Va passar els següents dotze anys buscant biblioteques i museus d'arreu d'Europa per obtenir informació sobre la història de Mèxic. Una de les seves troballes més importants va ser un document precolombí de pictografies mixteques, ara conegut com a Codex Nuttall. Va trobar el manuscrit en una biblioteca privada del baró Zouche a Anglaterra. Nuttall no va poder adquirir el còdex, però va contractar un artista per fer una còpia acurada que va ser publicada pel Museu Peabody el 1902. Un altre descobriment important va ser el Codex Magliabecchiano, que va publicar el 1903 amb el títol El llibre de la vida dels antics. Mexicans amb una introducció, traducció i comentari. La seva afirmació de descobriment va ser discutida més tard per un erudit europeu que va informar de la seva troballa una mica abans, però va ser Nuttall qui va fer públic el document i el va fer accessible a un públic ampli. El 1901, Nuttall va publicar la seva obra acadèmica més gran, Els principis fonamentals de les civilitzacions del nou i el vell món. Tot i que va tenir una bona acollida en aquell moment, algunes de les seves teories eren incorrectes. Va argumentar que els fenicis mariners van navegar cap a Amèrica i com a resultat d'aquesta influència, les civilitzacions mesoamericanes s'havien desenvolupat paral·lelament a les d'Egipte i l'Orient Mitjà. Des de llavors, els arqueòlegs han rebutjat aquesta idea.
Durant un dels seus viatges de tornada a Califòrnia, Nuttall va conèixer la rica filantropa Phoebe Hearst. Hearst es va convertir en una amiga, mecenes i una influència important en la carrera de Nuttall. Sota el patrocini de Hearst, Nuttall es va unir a una missió a Rússia organitzada per la Universitat de Pennsilvània per recollir materials etnogràfics per al seu museu. El 1901 Hearst va patrocinar l'establiment d'un departament d'antropologia i un museu a la Universitat de Califòrnia, Berkeley, i va convidar Nuttall a formar part del comitè organitzador.
Nuttall va estar activa en l'arqueologia mexicana durant la major part de la seva carrera, però el seu únic intent de dirigir un gran projecte arqueològic, a la Isla de Sacrificios, Mèxic, va ser frustrat per Leopoldo Batres, inspector de monuments de Mèxic. Després de realitzar una investigació preliminar a l'illa i obtenir fons del govern mexicà, Nuttall va ser rebutjat per Batres que es va nomenar director del projecte. Va publicar un relat complet de l'incident a l'American Anthropologist el 1910.
Nuttall va morir el 12 d'abril de 1933 a la seva casa prop de Ciutat de Mèxic. Segons les seves instruccions, tots els seus papers personals van ser destruïts. El govern mexicà es va apoderar de la seva residència com a pagament d'impostos i la seva extensa biblioteca va ser venuda per pagar els deutes.
Nuttall va ser membre de diverses institucions acadèmiques, com ara el Museu Peabody de Harvard i el Nuttall va estar activa en l'arqueologia mexicana durant la major part de la seva carrera, però el seu únic intent de dirigir un gran projecte arqueològic, a la Isla de Sacrificios, Mèxic, va ser frustrat per Leopoldo Batres, inspector de monuments de Mèxic. Després de realitzar una investigació preliminar a l'illa i obtenir fons del govern mexicà, Nuttall va ser rebutjat per Batres que es va nomenar director del projecte. Va publicar un relat complet de l'incident a l'American Anthropologist el 1910.
Nuttall va morir el 12 d'abril de 1933 a la seva casa prop de Ciutat de Mèxic. Segons les seves instruccions, tots els seus papers personals van ser destruïts. El govern mexicà es va apoderar de la seva residència com a pagament d'impostos i la seva extensa biblioteca va ser venuda per pagar els deutes.
Nuttall va ser membre de diverses institucions acadèmiques, com ara el Museu Peabody de Harvard i el Museu Nacional d'Antropologia de Mèxic i va dur a terme la majoria de les seves activitats sense sou i amb una tarifa per servei. El 1895, va ser escollida com a membre de la Societat Filosòfica Americana i va dur a terme la majoria de les seves activitats sense sou i amb una tarifa per servei. El 1895, va ser escollida com a membre de l'American Philosophical Society.

## Obra
- Nuttall, Zelia (1891). The atlatl or spear-thrower of the ancient Mexicans. Cambridge, Massachusetts: Peabody Museum of American Archaeology and Ethnology. OCLC 3536622.
- Nuttall, Zelia (1901). The fonamental principles of Old and New World civilizations : a comparative research based on a study of the Ancient Mexican religious, sociological and calendrical systems. Cambridge, Massachusetts: Peabody Museum of American Archaeology and Ethnology. OCLC 219742748.
- Nuttall, Zelia (1903). The book of the life of the ancient Mexicans : containing an account of their rites and superstitions : an anonymous Hispà-Mexican manuscript preserved at the Biblioteca nazionale centrale, Florence, Italy. Berkeley: University of Califòrnia Press. OCLC 10719260.
- Nuttall, Zelia (1904). A Penitential Rite of the Ancient Mexicans. Cambridge, Massachusetts: The Museum. OCLC 2991502.
- Nuttall, Zelia (1910). The island of Sacrificis. New Era Printing Co., 1910, 39 p. (reimprès de Am. Anthropologist XII (2 d'abril–juny de 1910.) OCLC 29606682
- Nuttall, Zelia; Pedro Sarment de Gamboa; Nuno da Silva (1914) [1914]. New Light on Drake: Documents Relating to his Voyage of Circumnavigation 1577-1580. Londres: Hakluyt Society. OCLC 2018572.